# Lophion rostratum
Lophion rostratum là một loài thực vật có hoa trong họ Hoa tím. Loài này được (Pursh) Nieuwl. & Kaczm. mô tả khoa học đầu tiên năm 1914.